# 선본 네트워크
선본 네트워크(중국어: 散爆网络)는 2015년에 설립된 중화인민공화국의 게임 회사다.
2007년 우중이 미카팀을 설립하였고 2008년부터 2013년까지 빵집소녀를 제작했다. 2016년에는 소녀전선을 출시했다.
2019년 이후 빵집소녀를 리메이크한 역붕괴: 베이커리 작전과 소녀전선 2: 추방, 소녀전선: 뉴럴 클라우드, 소녀전선: 글리치 랜드를 출시할 예정이다.

## 게임
- 빵집소녀
- 소녀전선
- 역붕괴: 베이커리 작전
- 소녀전선 2: 추방
- 소녀전선: 뉴럴 클라우드
- 소녀전선: 글리치 랜드